# Eva Karlsson (företagsledare)
Eva Irene Karlsson, född 15 mars 1966 i Finspång, är en svensk civilingenjör och företagsledare. Hon var verkställande direktör för SKF mellan åren 2011 och 2014 då hon blev vd och koncernchef för flödesteknikföretaget Armatec.

## Biografi
Eva Karlsson växte upp i Viggestorp utanför Finspång och läste naturprogrammet på Bergska skolan. Hon satsade på en simkarriär och var med i ett par svenska mästerskap som junior. Eva Karlsson läste till civilingenjör på Luleå Tekniska universitet, programmet för industriell arbetsmiljö, och fick praktik på SKF i Göteborg 1990. Därefter inledde hon en karriär där som produktionstekniker och senare fabrikschef och chef för produktutveckling och marknad. I februari 2011 utsågs hon till verkställande direktör för SKF. Hon utsågs till Årets Ruter dam samma år och 2012 till hedersdoktor av Tekniska fakulteten vid Luleå tekniska universitet. Hon lämnade SKF 2014 och blev vd för Ernströmgruppenägda flödesteknikföretaget Armatec.

## Utmärkelser
- 2011 Årets Ruter Dam
- 2012 Hedersdoktor av Tekniska fakulteten vid Luleå tekniska universitet